# 후루이치정 (히로시마현)
후루이치정(古市町)은 히로시마현 아사군에 있던 정이다. 현재의 히로시마시 아사미나미구의 일부에 해당한다.